# Покровка (Клинський район)
Покровка — село у складі міського поселення Клин Клинського району Московської області Російської Федерації.

## Розташування
Село Покровка входить до складу міського поселення Клин, на південь від міста Клин. Найближчі населені пункти, Зам'ятіно, Горки, Татищево , Ожогіно. Найближча залізнична станція Покровка.

## Населення
Станом на 2010 рік у селі проживало 398 людей

## Пам'ятки архітектури
Поруч з селом розташовано селище Зам'ятіно-1 яке датується 14-17 ст.